# 蜂学

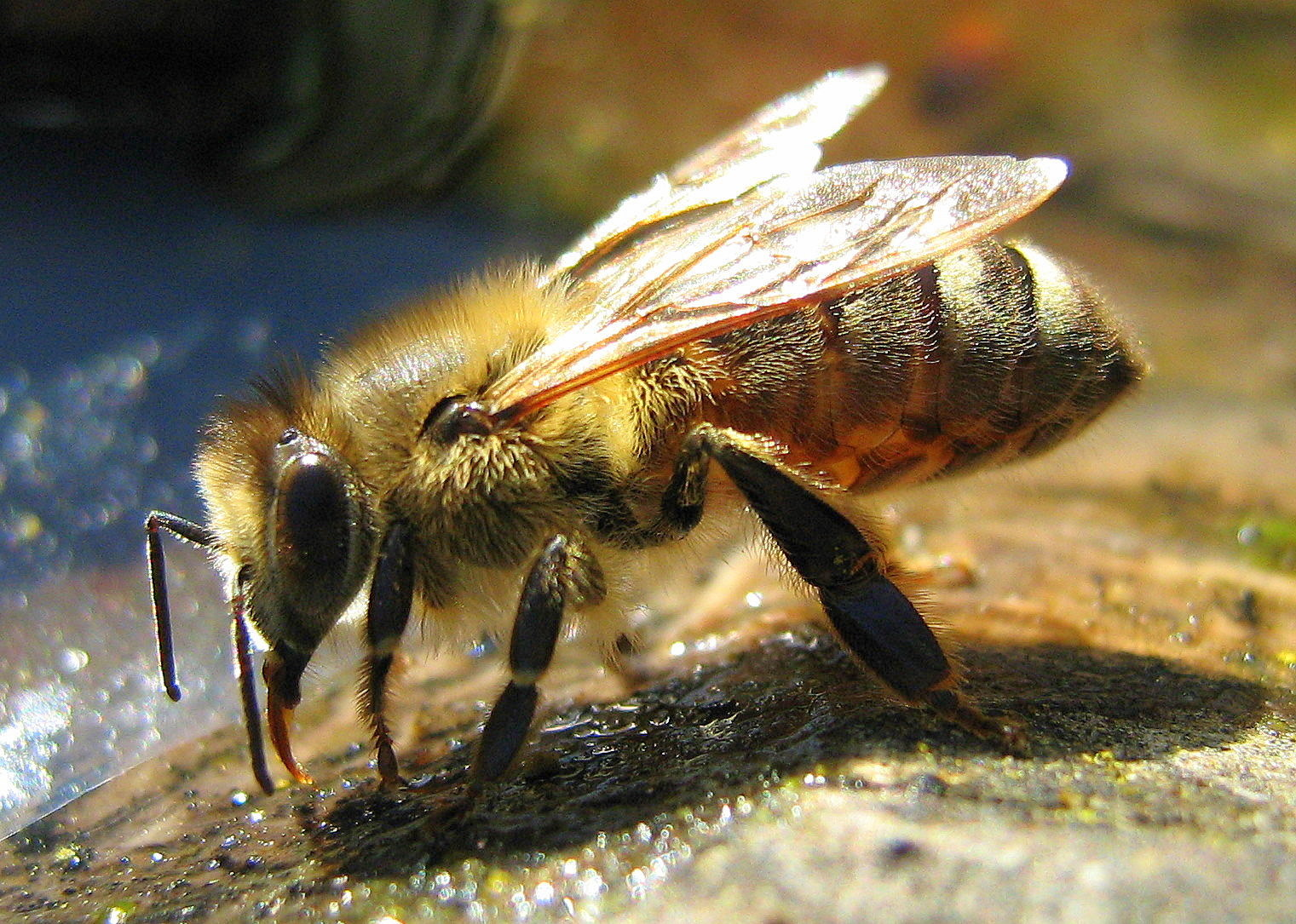
一只在喝水的蜜蜂

蜂學（英語：Melittology），或蜜蜂学，是昆蟲學的分支學科，研究与蜂类相关的知识，涵盖蜂类下的蜂族演化支中超过两万个物种，包括熊蜂、蜜蜂屬等各种蜂类。